# Palé
Palé is een plaats (község) en gemeente in het Hongaarse comitaat Baranya. Palé telt 118 inwoners (2001).